# Ostedes griseoapicaloides
Ostedes griseoapicaloides är en skalbaggsart som beskrevs av Stefan von Breuning 1977. Ostedes griseoapicaloides ingår i släktet Ostedes och familjen långhorningar. Inga underarter finns listade i Catalogue of Life.